# Барицца, Валери
Валери Барицца-Фрет (фр. Valerie Barizza, род. 14 августа 1967 года, в коммуне Ла-Тронш, департамент Изер) — французская спортсменка, выступавшая на Олимпийских играх 1988,  1992 и 1994 годах. Бронзовая призёр чемпионата мира 1992 года.

## Биография
Валери Барицца начала заниматься конькобежным спортом в возрасте 8-и лет. С 1977 года участвовала на окружных соревнованиях, а с 1978 в национальных чемпионатах среди юниоров. В 1981 году выиграла бронзу на чемпионате Франции в многоборье по конькобежному спорту среди юниоров, а на следующий год заняла уже 2-е место. В 1983 и 1984 годах выиграла юниорские чемпионаты Франции. В 18 лет Валери стала заниматься шорт-треком и в течение 2-х лет 1986 и 1987 годах выигрывала серебряные медали в общем зачёте чемпионата. 
В феврале 1988 года участвовала на Олимпийских играх в Калгари, где шорт-трек был в качестве показательного вида и заняла лучшее 10-е место в беге на 1000 м, на остальных дистанциях была в третьем десятке, а в марте стала чемпионом Франции по шорт-треку в личном многоборье. В апреле 1989 года на чемпионате мира в Денвере заняла 35-е место в личном зачёте. В том же году стала 15-й на Кубке Европы в Бормио.
В 1991 году на чемпионате мира в Сиднее в составе эстафеты поднялась на 4-е место. В 1992 году на Олимпийских играх в Альбервилле в составе французской команды заняла 5-е место в эстафете. В марте на чемпионате мира в Денвере завоевала бронзу в эстафете и на командном чемпионате мира в Минамимаки с женской командой стала 7-й.
На своих третьих Олимпийских играх в Лиллехаммере в 1994 году заняла 28-е и 27-е места соответственно в беге на 500 и 1000 м и 7-е место в эстафете. Следом на чемпионате мира в Гилфорде заняла 16-е место в личном многоборье.
В настоящее время работает в коммуне Рёнжи и отвечает за координацию и организацию муниципальных и общественных спортивных мероприятий, управление спортивным оборудованием, а также за организацию занятий спортом в начальных школах.